# OMD E-M10
OM-D E-M10(영어: Olympus OM-D E-M10)은 2014년 1월 29일 출시된 올림푸스 OM-D 라인업의 보급형 미러리스 렌즈 교환식 카메라이다. OM-D E-M10은 E-M5의 1605만 화소 Live MOS 센서와 E-M1의 이미지 처리 엔진 TruePic VII을 장착했으며, OM-D 시리즈 최초의 내장 플래시 장착함으로써 보급형 라인임에도 PEN 시리즈와는 차별적인 우수한 성능으로 출시됐다. 전자식 뷰파인더는 0.57배, 144만 화소가 적용되었으며, 듀얼 다이얼 조작, 듀얼 Fn 버튼, 3인치 104만 화소 터치스크린 등이 적용되었다. 또한 WiFi를 이용한 무선 전송기능 또한 탑재하고 있다.

## 갤러리

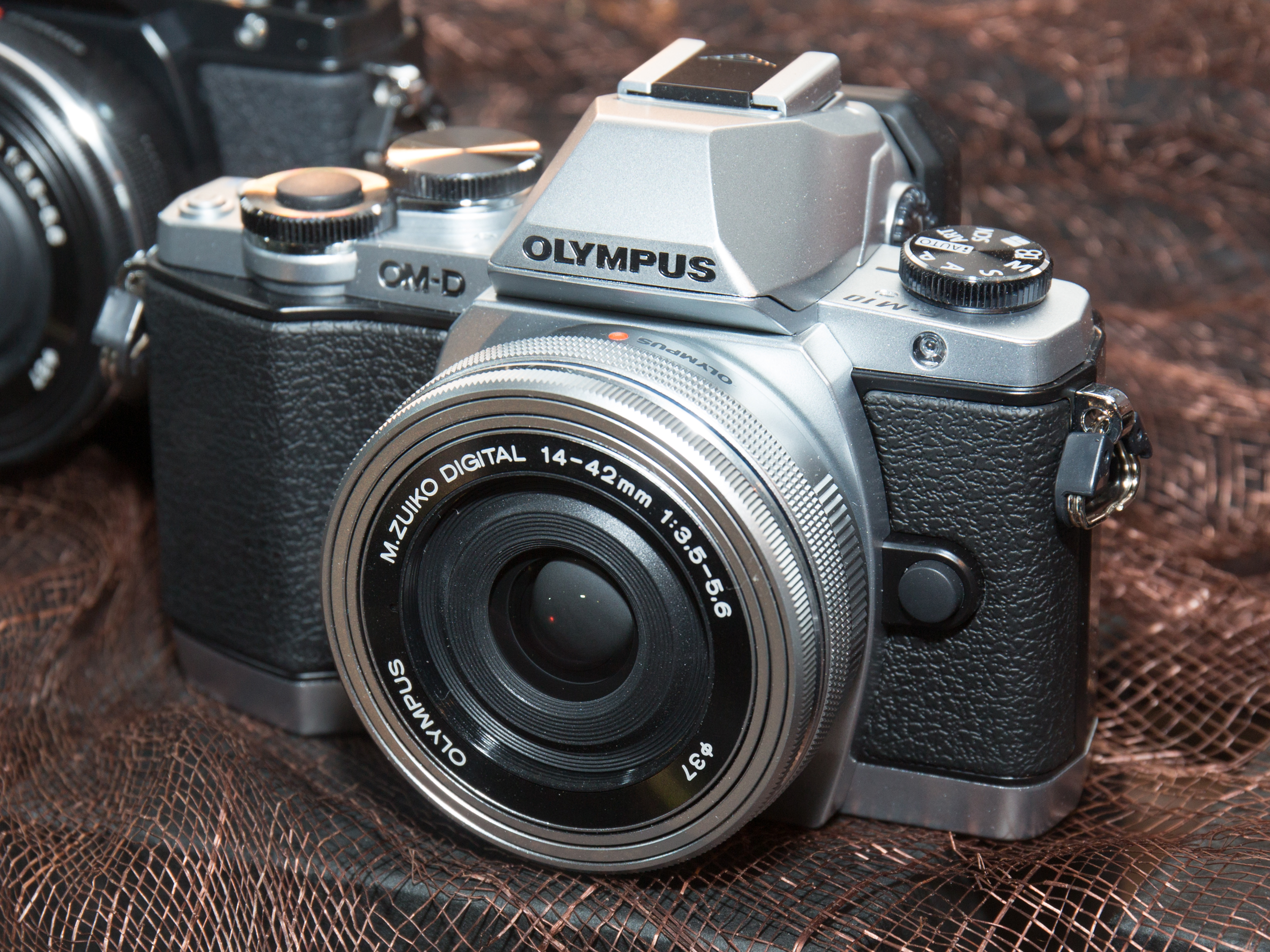
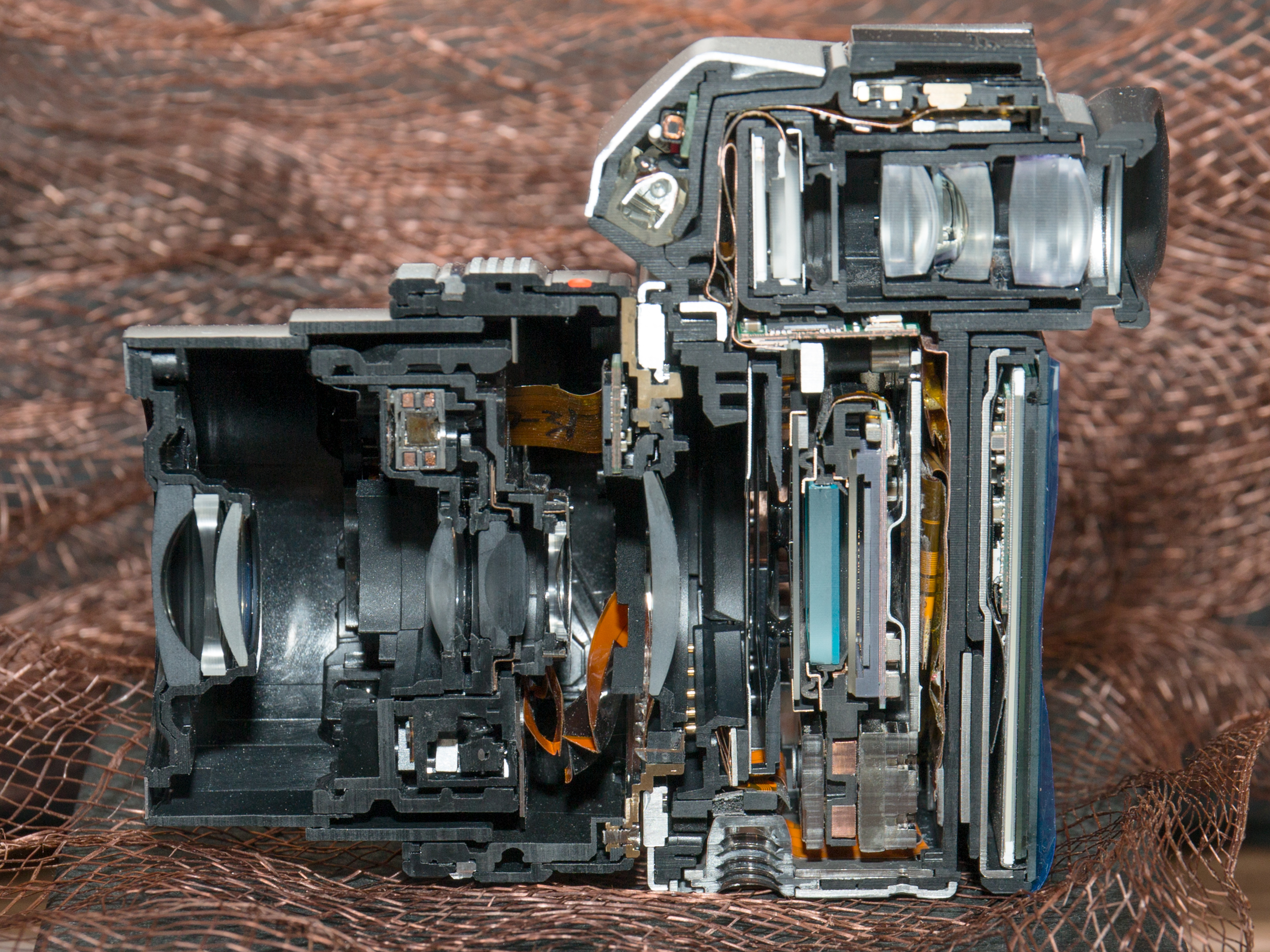

## 중,고급형과의 차이점
OM-D E-M10은 그 스펙에서 상급기들과의 분명한 차이점을 보인다. 우선 E-M1과 비교하면 방진방습의 미지원, 5축 손떨림 보정이 3축 손떨림 보정으로, AF는 듀얼 패스트 AF가 아니라 E-M5와 같은 패스트 AF로 하향 적용되었다는 차이점이 있다. 외관적으로도 전체적으로 강화플라스틱을 사용하고, 부분적으로 마그네슘을 채용함으로써 차이점을 두었다.

## 같이 보기
- 마이크로 포서즈 시스템
- 미러리스 카메라